# Stemorrhages exaula
Stemorrhages exaula là một loài bướm đêm thuộc họ Crambidae. Nó là loài đặc hữu của Kauai, Oahu, Molokai, Maui và Hawaii.
Con trưởng thành màu xanh lá cây nhạt.
Ấu trùng ăn Ochrosia sandwicensis và Rauvolfia sandwicensis. 